# Klaźma
Klaźma (ros. Клязьма) – rzeka w Rosji. Lewy dopływ Oki, o długości 686 km i powierzchni dorzecza 42,5 tys. km². Jej źródła znajdują się w pobliżu miejscowości Sołniecznogorsk, a ujście w okolicach Ilinogorska.